# Dorfkirche Möckern

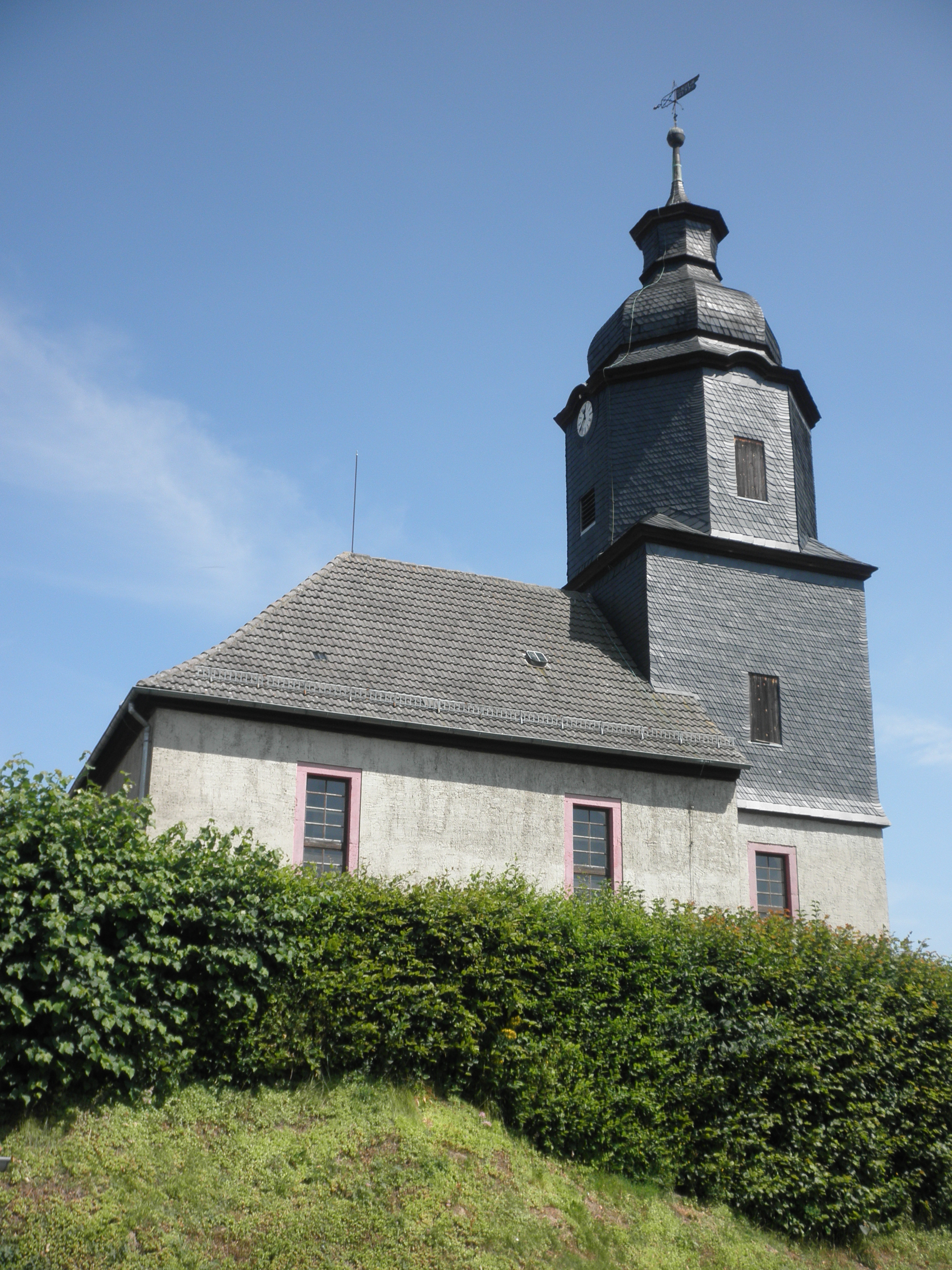
Kirche in Möckern

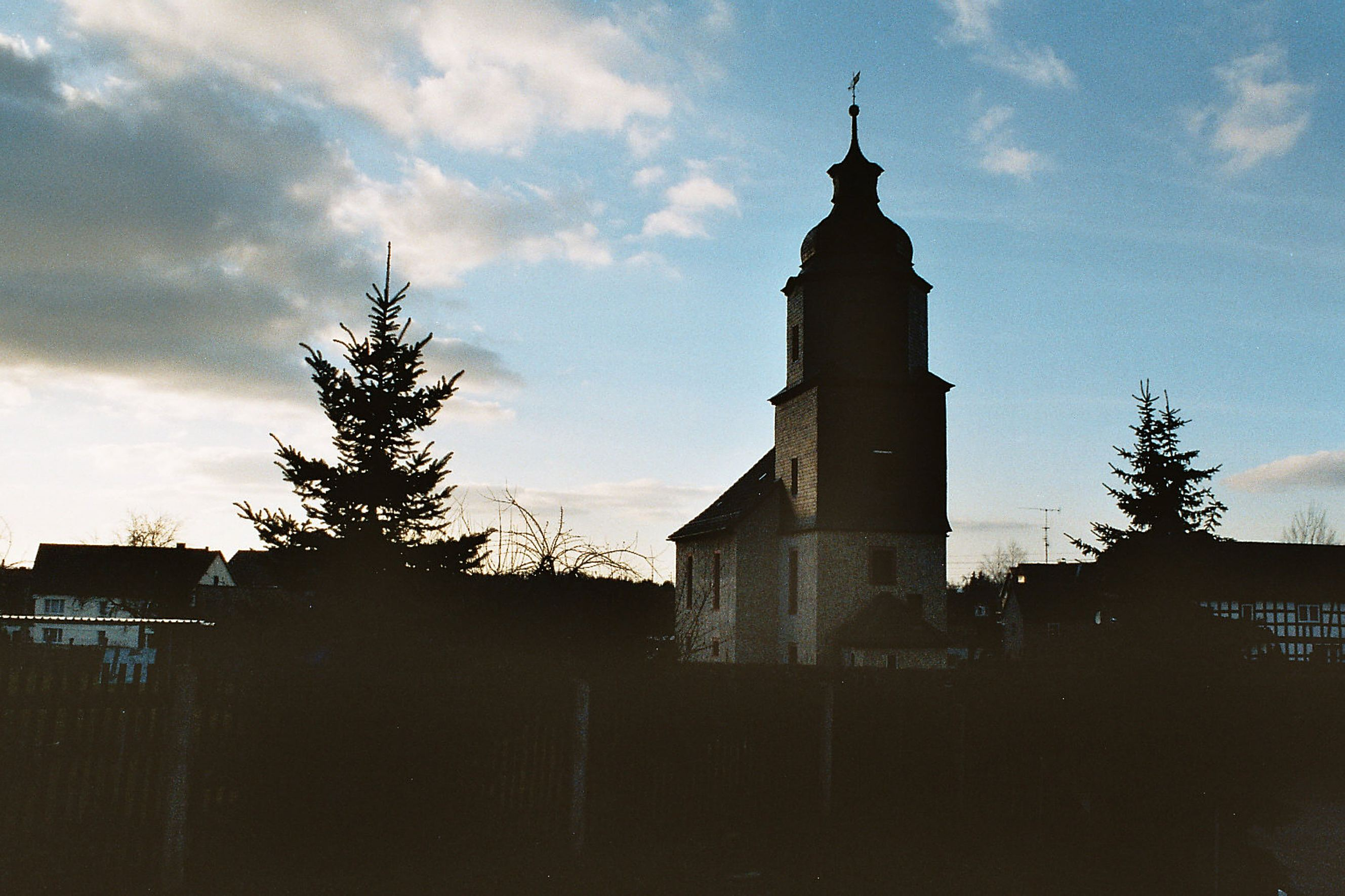
Dorfkirche Möckern

Die Dorfkirche Möckern steht in der Gemeinde Möckern im Saale-Holzland-Kreis in Thüringen. Sie gehört zum Pfarrbereich St. Gangloff im Kirchenkreis Gera der Evangelischen Kirche in Mitteldeutschland.

## Lage
Sie befindet sich zentral im Ort und auf einem erhöhten Standort.

## Geschichte
1668 wurde die einschiffige Kirche gebaut. Sie war Filialkirche der Dorfkirche Mörsdorf.

## Zum Turm
Der hohe schieferverblendete Chorturm mit geschweifter Haube und Laterne stammt aus den Jahren 1769/70.

## Innenraum des Schiffes
Das Langhaus besitzt dreiseitige Emporen, die längsseits zweigeschossig sind. Der Kanzelaltar ist freistehend. Die Voutendecke verbindet Chor und Kirchenschiff. Die farbliche Gestaltung erfolgte in den Jahren 1987/88.
Die Orgel schuf 1821 Orgelbaumeister Christian Friedrich Poppe d. Ä.
Die Glocken wurden 1781 in Apolda gegossen.